# Sendred de Gurb
Sendred de Gurb (fl. 975 -1015) va ser membre de la Cúria Comtal de Ramon Borrell, personatge rellevant en el repoblament cristià de Catalunya, fill d'Ansulf de Gurb i Riquilda.
La documentació patrimonial sobre Sendred, extensa, permet conèixer l'abast ampli de les seves possessions. L'única que li prové per via paterna és el castell de Gurb, el 975 ven una peça de terra que hi és annexa.
Altres compravendes de Sendred són la compra al marquès Borrell d'un alou en el castell de Font-rubí (983), que posteriorment cedeix a l'església de Vic (984); la compra al comte Ramon Borrell d'un alou amb l'església de Sant Boi de Lluçanès (992), que permuta amb l'església de Vic pels castells de Les Espases i Esparraguera (993); la venda d'una peça de terra a Santa Eulàlia de Riuprimer (1002); o la compra de terres de vinya en el terme de Sarrià (1014).
Albert Benet i Clara també documenta la donació de Sendred a l'església de la Santa Creu i Santa Eulàlia d'unes terres amb la casa de Sant Pau, a Barcelona (986), així com la donació de terres situades en els castells de Montagut, Querol i Pinyana al monestir de Sant Cugat.
Sendred va mantenir una relació pròxima i propera al comte Ramon Borrell, no debades formava part de la seva Cúria Comtal almenys entre 1011 i 1013.

## El castell de Queralt i la mort de Sendred
El 1002, la Cúria Comtal dona la raó a Sendred en la disputa que mantenia contra el bisbe Sala de La Seu d'Urgell per la possessió del castell de Queralt. Tot i que no s’ha trobat la sentència sobre aquest plet, sí que es té constància que Bernat Sendred de Gurb, fill de Sendred, n’era el castlà. D’altra banda, el 3 de març de 1018, Hug de Cervelló, germà de Sendred, cedeix la meitat del castell de Santa Coloma de Queralt -depenent de Queralt- al seu fill Alemany. Un indici que en aquesta data Sendred ja hauria mort. La darrera referència fefaent sobre ell és de finals del 1015.